# 2021年蘇伊士運河阻塞事件
2021年蘇伊士運河阻塞事件（英語：2021 Suez Canal obstruction）發生在2021年3月23日埃及標準時間上午7时40分，400米長的長榮海運貨櫃船長賜輪在埃及蘇伊士運河擱淺。這艘船在沙塵暴中受風速高達40節（每小時74公里）的強風吹襲而偏離航道，继而與運河底部碰撞並擱淺，完全阻塞了運河。擱淺的河段恰屬未扩建區域，河道窄小，因此其他船隻無法繞行。造成超过300艘船隻排隊等候，其中至少有15艘船隻因此下錨。最終長賜輪於六天後（29日）成功脫困，蘇伊士運河不久後亦重新恢復雙向航運。

## 背景

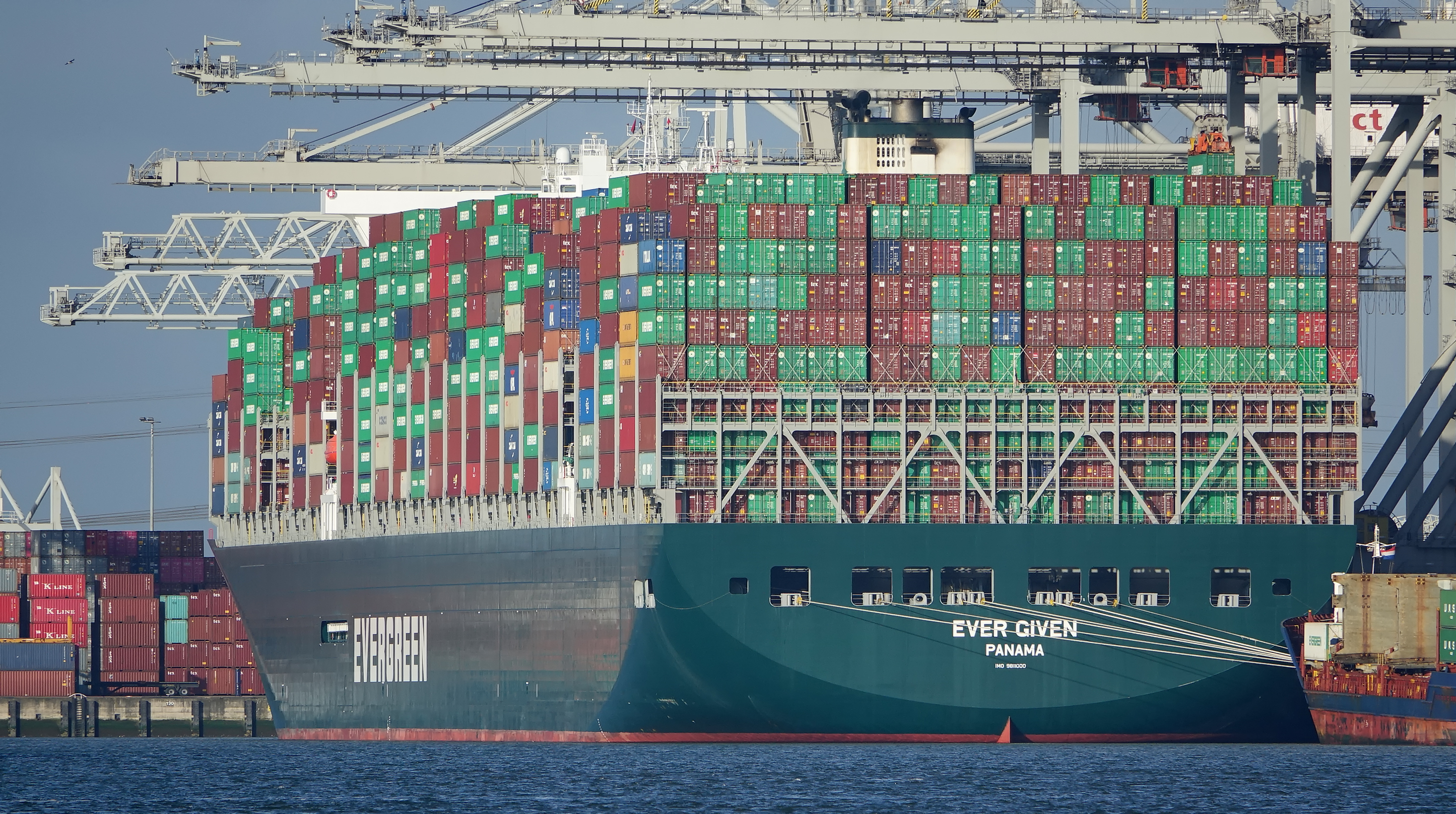
停靠於鹿特丹港的長賜輪，攝於2020年3月

蘇伊士運河於1869年正式通航，為世界上最重要的水上航路之一。自通航始自亞洲向歐洲與北非的多數航運都途徑蘇伊士運河，使其成為絕對關鍵的通道。
愛爾蘭國家海事學院講師及前任船長比爾·卡瓦納（Bill Kavanagh）將在蘇伊士運河航行的經歷描述為「一項非常複雜且高風險的作業」；在运河上，一陣陣吹向貨櫃的风会把他们变得「像船帆一樣」，使像長賜輪這樣沉重的船隻获得大量動量，出现難以控制的飘动。
在事件發生之前的幾年中，蘇伊士運河上有許多船隻擱淺。2016年2月25日，散貨船New Katerina号從烏克蘭前往青岛市時在運河上擱淺，十二天后New Katerina号重新上水，在此期間運河航运沒有受到影響。2016年4月28日，貨櫃船MSC Fabiola号遇到發動機問題後在大苦湖上擱淺，迫使運河官員暫時停止運河中的所有北行和南行交通，MSC Fabiola号於30日脫淺，並繼續穿過運河。2018年7月17日，貨櫃船Aeneas号在運河上擱淺，導致其後的三個散貨船Sakizaya Kalon号，Panamax Alexander号和Osios David号相撞。這些事件大多數對蘇伊士運河的交通影響相對較小。
通常當一艘船通過運河時，將會由登船的埃及運河當局領航員駕駛，而不是由最初的船員駕駛。
長賜輪是一艘長榮黃金級貨櫃船，是世界上最大的貨櫃船之一，船长399.98米，宽58.8米。它於2015年12月25日鋪設龍骨，於2018年5月9日下水，並於2018年9月25日完成。它由今治造船的子公司正榮汽船擁有，並由長榮海運以論時傭船（Time Charter）方式承租，只運長榮的貨。該船在巴拿馬註冊。
长赐号原定计划航线由深圳盐田港出发，经停台北和马来西亚，并于3月31日在荷兰鹿特丹港靠岸。

## 事件
事發時長賜輪正從馬來西亞丹绒柏勒巴斯港前往荷蘭鹿特丹港，船上載有20,000個貨櫃的貨物。當它擱淺時，它在北行船隊中排序第五，後面有十五艘船。
在2021年3月23日07:40，長賜輪正穿過蘇伊士運河時被沙塵暴困住，船隻被高達74每小時（40節）的強風吹襲，導致船體失控偏離航道。然後長賜輪在151 km（82 nmi）處打橫擱淺，阻塞了兩側的運河。苏伊士运河管理局两名官员指是长赐号船长错误操作導致船隻偏航。
長賜輪阻塞了運河兩邊的200多艘船，其中包括五艘其他類似大小的貨櫃船、41艘散貨船、24艘油輪和俄羅斯海軍阿勒泰級補給艦Kola号，後者在同日早些時候曾與另一艘船發生輕微碰撞。受影響的船隻合共約有1690萬噸的載重量。部分船隻停靠在該地區的港口，許多則留在原地。也有一些船只放弃该路线，转而选择繞行非洲好望角航道。
工作人員們將長賜輪後的兩艘船移開，以便為打撈作業騰出空間，並將長賜輪上的燃料，壓艙水和幾個貨櫃從船上卸下，以減輕重量好讓重型機械挖出船身。八艘拖船嘗試將長賜輪拉離岸邊。挖泥船和挖掘機也被用來挖出貨船前端周圍的沙土。船隻救援公司Boskalis的行政總裁彼得·贝尔多夫斯基（Peter Berdowski）表示，該作業「可能需要幾天到幾週的時間」。
3月25日，蘇伊士運河管理局暫停船隻通過蘇伊士運河，要到長賜輪重新航行後，才恢復其他船隻通過。
根據長榮海運3月25日發布之說明稿表示，長賜輪船員、船舶、貨物皆安全無虞，無海洋污染情形，同時澄清該輪擱淺前並無外傳跳電的狀況發生。此外，長賜輪為租船，故其脫困及衍生之第三人責任等相關費用以及船體等損失係由船東負責。土耳其运输部部长阿迪尔·卡拉伊斯梅洛卢同日宣布准备为搁浅货轮提供援助。
3月26日，埃及苏伊士运河管理局宣布清除長賜輪周围沉积物的工程已经完成，但还须要满足风向和潮汐等条件才可移动船只，而随着船舶的规模和重量也引起了打捞行业的担忧。负责打捞行业的荷兰Boskalis行政總裁彼得·贝尔多夫斯基指，在苏伊士运河这样的密闭空间中移动一艘巨型船只将是一项艰巨的挑战。对于未来的工作，相关人员认为「最好的方案是在涨潮时用拖船拉離，但是如果不可能的话，减轻船只的重量是唯一的选择，但这也导致将花费更长的时间」。同日，長賜輪的船舵和螺旋桨恢复运行，但无法预测何时脱浅。苏伊士运河管理局负责人乌萨马·拉比（Osama Rabie）表示，自河道阻塞了航行后，约有321艘船等待穿越水道，也表示希望没有必要从船上卸下集装箱来减轻船重负担的工程，但因为强劲的海浪和大风使的当局的努力变得更加复杂。亦表示强风和沙尘暴并不是导致货轮搁浅事故的主要原因，认为重大事故往往是「综合」原因。
3月28日，货轮管理方表示，长赐轮的船头受损，河水涌入了两个船舱。他们使用了大功率泵将水从船舱中抽出来，船体状态稳定。
3月29日，長賜輪重新浮起，並在拖船的協助下駛離原擱淺的河道，在检查运河受损情况后，运河管理局宣佈其于当地时间19:00恢復雙向交通，而後该船曾因大风而再次短暂封锁运河，長賜輪亦前往運河中段「大苦湖」接受調查。
4月13日，埃及一家法院判決长赐輪須支付完9亿美元赔偿金才能離開蘇伊士運河。长赐轮的承保公司对赔偿价格不认可，并对扣押船只表示失望。
5月12日，苏伊士运河管理局提交的苏伊士运河南段航道拓宽计划得到埃及當局批准，拓寬計劃將在两年内完成。
6月23日，蘇伊士運河管理局表示雙方已經達成和解，賠償金額並未公開，由船東、貨主及航商共同分擔。
7月7日，長賜輪駛離蘇伊士運河。

## 經濟影響

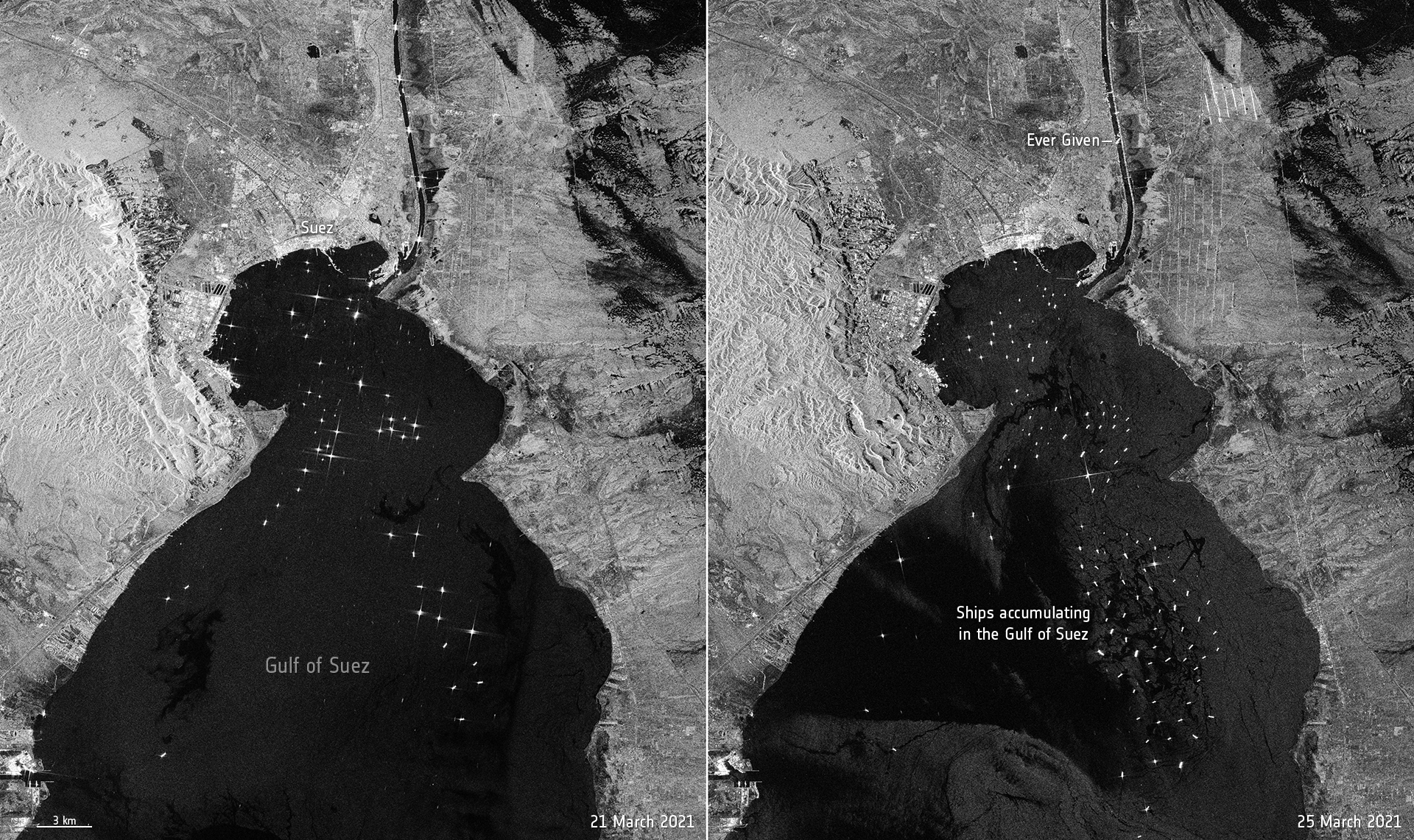
根據哨兵1號衛星於運河堵塞前（左，3月21日）與堵塞期間（右，3月25日）所拍攝的衛星照顯示，運河的交通阻塞造成蘇伊士灣聚集了大量船隻

蘇伊士運河掌管了全球約12%的貿易流量，每天約有五十艘船通過運河。專家警告，此事件可能會導致全球消費者的日常物品運輸延遲。海事歷史學家薩爾·梅爾科利亞諾（Sal Mercogliano）說：「運河一關閉……貨櫃船和油輪就不能向歐洲運送食品，燃料和製成品，也不能從歐洲向遠東出口貨物。」
勞埃德船舶日報估計，清除障礙物所需的每一天將打亂價值90億美元商品的運輸。有顧問指出，蘇伊士運河即使是短期中斷，也會誘發整個供應鏈中持續幾個月的骨牌效應，運輸成本將上漲。航道堵塞期間蘇伊士運河管理局每天的運河營運收入減少約1400萬至1500萬美元。
彭博指如果蘇伊士運河的阻塞情況持續，依賴此航道取得中東石油的欧美煉油廠可能被迫要找替代來源。如此一來有可能推高地區油價。
亞洲和歐洲之間海上運輸的替代路線是繞行非洲的好望角航線，航程增加約6,480 km（3,500 nmi），耗時增加約9至10天。也有企業嘗試中歐班列，但運費要上漲30%至40%。

## 流行文化
長榮貨輪卡住的消息傳出後衍生了不少迷因，有網友戲諷「大排長榮」、「大牌長榮」。
有游戏爱好者发布了一个在微软模拟飞行2020驾驶飞机沿飞行的视频，视频画面观感真实，像从高空“亲眼目睹”了此次事故。不过据The Verge报道，这是某个玩家制作的Mod，并不是微软发布的更新。
CNN與Yash Gupta合作製做一個網頁遊戲讓民眾體驗開船被卡住的感覺。